# レヴァニ・マチアシビリ
レヴァニ・マチアシビリ（Levani Matiashvili 1993年6月4日- ）は、ジョージア出身の柔道選手。階級は100kg超級。

## 人物
2011年のヨーロッパジュニア100kg超級で2位になるが、世界ジュニアでは7位に終わった。2012年のヨーロッパジュニアでは優勝した。2013年のヨーロッパジュニアでは2位になると、世界ジュニアの個人戦でも3位だったが、今大会から新設された団体戦では優勝を飾った。2014年のヨーロッパ選手権では個人戦で5位だったが、団体戦では優勝した。グランドスラム・東京では決勝でレナート・サイドフに敗れて2位だった。ヨーロッパオープン・ローマでは決勝で原沢久喜に敗れて2位だったが、地元のグランプリ・トビリシでは優勝した。ヨーロッパ競技大会の個人戦は5位だったが、団体戦では2位になった。世界選手権では初戦でキューバの選手に敗れた。2016年のグランプリ・サムスンでは決勝でテディ・リネールと対戦して指導2でリードされると、終了間際に内股で有効を取られて敗れた。試合後にリネールは、｢彼はリスクを承知の上でよく向かってきたが、これこそ自分が求めてきた戦いであった｣とコメントした。ヨーロッパ選手権では準決勝で再びリネールと対戦すると、巧みな組み手で終了1分前まで互角の戦いを繰り広げたものの、不可解な指導を与えられてリードされると、終了直前に背を向けたところを浮技で一本負けして3位にとどまった。リオデジャネイロオリンピックにはアダム・オクルアシビリとの代表争いに敗れて出場できなかった。

## 主な戦績
- 2011年 - ヨーロッパジュニア　2位
- 2011年 - 世界ジュニア　7位
- 2012年 - ヨーロッパジュニア　優勝
- 2013年 - グランドスラム・バクー　3位
- 2013年 - ヨーロッパジュニア　2位
- 2013年 - 世界ジュニア　個人戦　3位　団体戦　優勝
- 2014年 - グランプリ・トビリシ　3位
- 2014年 - グランプリ・サムスン　3位
- 2014年 - ヨーロッパ選手権　個人戦　5位　団体戦　優勝
- 2014年 - グランドスラム・東京　2位
- 2015年 - ヨーロッパオープン・ローマ　2位
- 2015年 - グランプリ・トビリシ　優勝
- 2015年 - グランドスラム・バクー　3位
- 2015年 - ワールドマスターズ　5位
- 2015年 - ヨーロッパ競技大会　個人戦　5位　団体戦　2位
- 2015年 - グランドスラム・東京　5位
- 2016年 - グランプリ・サムスン　2位
- 2016年 - ヨーロッパ選手権　3位
- 2016年 -　グランプリ・アルマトイ　3位
- 2017年 -　グランプリ・トビリシ　3位
- 2017年 -　グランドスラム・エカテリンブルグ　2位
- 2018年 - グランプリ・トビリシ　3位
- 2019年 - グランプリ・トビリシ　優勝
- 2019年 - グランプリ・アンタルヤ　2位
- 2019年 - グランプリ・フフホト　3位
- 2019年 - グランプリ・ザグレブ　3位
- 2020年 -　グランドスラム・ブダペスト　3位
- 2020年 - ヨーロッパ選手権　3位
- 2022年 -　グランドスラム・トビリシ　3位
- 2023年 -　グランドスラム・東京　5位

(出典、JudoInside.com)